# Ranunculus celebicus
Ranunculus celebicus är en ranunkelväxtart som beskrevs av Hj. Eichl.. Ranunculus celebicus ingår i släktet ranunkler, och familjen ranunkelväxter. Inga underarter finns listade i Catalogue of Life.